# Calumma crypticum
Calumma crypticum Raxworthy & Nussbaum, 2006 è un piccolo sauro della famiglia Chamaeleonidae, endemico del Madagascar.

## Descrizione
È un camalonte di media taglia, lungo sino a 11 cm, con livrea rosso-brunastra. Il maschio presenta una singolo corno osseo rostrale, lungo sino a 2,4 mm, appiattito in senso dorso-ventrale, e due lobi occipitali uniti dorsalmente, lunghi sino a 3 mm.

## Distribuzione e habitat
La specie ha un ampio areale che si estende da nord a sud lungo tutto il versante orientale del Madagascar; una subpopolazione, isolata dal resto dell'areale, è stata segnalata all'interno della Riserva speciale di Ambohitantely.
Il suo habitat tipico è la foresta pluviale, ad altitudini comprese tra 1.050 e 1.850 m.

## Conservazione
La IUCN Red List classifica Calumma crypticum come specie a basso rischio (Least Concern).
La specie è inserita nella Appendice II della Convention on International Trade of Endangered Species (CITES).